# Estação da Mala-Posta de Carqueijo
40° 20' 11" N 8° 27' 3.9" O

A Estação da Mala-Posta de Carqueijo localiza-se na freguesia de Casal Comba, no concelho da Mealhada, distrito de Aveiro, em Portugal.

## História
O serviço postal em Portugal remonta à implantação do Correio-mor que, durante dois séculos, esteve nas mãos da família Gomes da Mata. Extinto em 1797, passou a ser administrado pelo Estado, inscrevendo-se no mesmo processo de desenvolvimento que se verificava desde há muito noutros países da Europa, onde o serviço de Mala-Posta se baseava no uso das diligências, em substituição aos antigos correios a pé ou a cavalo.
A edificação remonta à construção da estrada entre Lisboa e o Porto e à implantação de um serviço de mala-posta diário entre as duas cidades, a partir de 1852, no escopo das reformas empreendidas por Fontes Pereira de Melo no país. Numa primeira etapa a ligação era feita via fluvial por embarcação a vapor de Lisboa até ao Carregado, e daqui, por um troço de estrada até Coimbra. Este percurso era percorrido, em 1854, em 23 horas. Entre 1857 e 1859 foi aberto o troço até Vila Nova de Gaia, nele estando compreendida a estação de Carqueijo, elevando a viagem a um total de 34 horas. Constituía-se na 15ª de um total de 23 estações, e que servia apenas para muda dos cavalos.
A inauguração da linha de caminho de ferro (1864) trouxe o declínio do serviço de mala-posta, que se manteve em atividade ainda por algum tempo.
Encontra-se classificada como Imóvel de Interesse Público desde 1993.

## Características
Tal como as demais estações da antiga estrada, este exemplar de arquitetura civil tem como modelo a Estação da Mala-Posta do Casal dos Carreiros, a primeira a ser construída, especialmente projetada para o efeito.
Apresenta planta em "U", fechada por um muro baixo onde se rasga um portão ao centro. Os corpos mais alongados abrigavam, à esquerda, as cozinhas e o quarto do feitor, e à direita o palheiro e a área de armazenamento de arreios. A zona mais comprida destinava-se às cavalariças.
As fachadas dos volumes avançados são rasgadas por grandes janelas em arco de volta perfeita, o que também se observa nos vãos das fachadas que se abrem para o pátio central. O frontispício do corpo recuado é marcado por um portal ladeado por duas janelas semicirculares.
Nesta estação, entretanto, as mansardas que surgem nos alçados laterais constituem uma marca de distinção em relação às suas congéneres.